# Sărmaș
Sărmaș là một xã thuộc hạt Harghita, România. Dân số thời điểm năm 2002 là 4134 người.